# Later... with Jools Holland
Later with Jools Holland é um programa televisivo britânico de música contemporânea apresentado pelo pianista inglês Jools Holland.
Criado em 1992, vem sendo exibido ininterruptamente pela BBC desde então.
A cantora Sara Tavares  foi a primeira portuguesa a ser convidada para comparecer no programa, em 2006, onde cantou "Bom Feeling". Em 2006, a banda brasileira de manguebeat Nação Zumbi também apresentou-se no programa.
A cantora Mariza foi a segunda portuguesa a ser convidada para comparecer no programa, em 2011, onde cantou "Ó Gente da minha Terra" para cerca de 23 milhões de espectadores (só nos Estados Unidos).
Pode ser visto em Portugal através do canal I Concerts, e no Brasil pelo canais Bis, HBO e Film&Arts. 